# Cavalier arabe donnant un signal
Le Cavalier arabe donnant un signal est une huile sur toile d'Eugène Delacroix peint en 1851. Le tableau mesure 56 cm x 46 cm. Il est exposé au Chrysler Museum, à Norfolk, aux États-Unis.